# Комерцијална дипломатија
Комерцијална дипломатија је дипломатија која се фокусира на развој пословања између две земље. Има за циљ генерисање комерцијалне добити у облику трговине и улазних и спољних инвестиција путем промоције пословања и предузетништва и активности олакшавања у земљи домаћину. Комерцијална дипломатија се води са циљем стицања економске стабилности, благостања или конкурентске предности.
Као појам, комерцијална дипломатија се појавила у другој половини двадесетог века (нпр. Џозеф, 1965; Корбе 1972), али је тај концепт свакако постојао и у претходним вековима. У литератури се концепти економске дипломатије и комерцијалне дипломатије често користе наизменично. Дефиниције оба концепта варирају, па се сходно томе и однос између њих различито описује. Неки аутори тврде да је комерцијална дипломатија подскуп економске дипломатије. Извесно је, међутим, да су обе врсте дипломатије „неопозиво испреплетене“ и стога „различите [али] очигледно блиско повезане [међусобно]“.

## Активности
Активности традиционалне комерцијалне дипломатије укључују омогућавање, преговарање, промовисање и арбитражу међународне трговине, инвестиција, интелектуалне својине и трговине, и заговарање одговорне комерцијалне дипломатије (РЦД), заједно са умрежавањем, изградњом капацитета, обавештајним подацима, кампањама имиџа и подршком. Ове активности су приказане у табели испод.
| Мрежне активности                                     | Интелигенција                                 | Имиџ кампање                                              | Подршка                                                  |
| ----------------------------------------------------- | --------------------------------------------- | --------------------------------------------------------- | -------------------------------------------------------- |
| Развијање пословних и владиних контаката              | Прикупљање и ширење комерцијалних информација | Промовисање робе и услуга                                 | У преговорима; спровођење уговора и решавање проблема    |
| Државне посете                                        | Истраживање тржишта                           | Учешће на сајмовима, представљање потенцијалних извозника | Прикупљање података о извозном маркетингу                |
| Састанци купца и продавца                             | Јављање у матичну земљу                       | Сензибилизација потенцијалних страних инвеститора         | Надзор над кршењем права интелектуалне својине и уговора |
| Мечмејкинг                                            | Консултант за обе земље                       | Прикупљање података о извозном маркетингу                 | Адвокатура                                               |
| Тражите партнере, дистрибутере, инвеститоре, адвокате | Студије слика, заједничка научна истраживања  | Промоција туризма                                         | Координација правне радње                                |
| Лична мрежа                                           |                                               | Кампање подизања свести                                   |                                                          |

Остале активности за комерцијалну дипломатију и образложења која су компанијама потребна су: потреба за приступом поузданим и неутралним пословним информацијама; кредибилитет и подршка имиџу на иностраним тржиштима; тражење партнера; решавање сукоба; подршка делегацијама матичних земаља (државних мисија); стратешка питања (нпр. енергија).